# Иерусалим (гимн)
«Иерусалим», «Новый Иерусалим» (англ. And did those feet in ancient time…) — стихотворение Уильяма Блейка из предисловия к его эпической поэме «Мильтон» (написана в 1804 г., опубликована в 1808). Положенное на музыку в 1916 году композитором Хьюбертом Пэрри, оно получило широкую известность как гимн «Иерусалим» и стало неофициальным гимном Англии.
Текст стихотворения основан на легенде о том, что Иисус Христос в молодости сопровождал Иосифа Аримафейского в Гластонбери. В наиболее распространенной интерпретации стихотворения Блейк спрашивает, создал ли визит Иисуса на короткое время рай в Англии, в отличие от «темных сатанинских мельниц» промышленной революции. Стихотворение Блейка задает четыре вопроса, а не утверждает историческую правду визита Христа. Второй стих интерпретируется как призыв создать в Англии идеальное общество, независимо от того, было ли Божественное посещение или нет.

## Текст
| Jerusalem | Перевод С. Маршака                                                                                         |
| --- | --- |
| And did those feet in ancient time Walk upon England’s mountains green? And was the holy Lamb of God On England’s pleasant pastures seen?  | На этот горный склон крутой Ступала ль ангела нога? И знал ли Агнец наш Святой Зелёной Англии луга?        |
| And did the Countenance Divine Shine forth upon our clouded hills? And was Jerusalem builded here Among these dark Satanic mills?          | Светил ли сквозь туман и дым Нам лик Господний с вышины? И был ли здесь Ерусалим Меж тёмных фабрик сатаны? |
| Bring me my bow of burning gold: Bring me my arrows of desire: Bring me my spear: O clouds unfold! Bring me my chariot of fire.            | Где верный меч, копье и щит, Где стрелы молний для меня? Пусть туча грозная примчит Мне колесницу из огня. |
| I will not cease from mental fight, Nor shall my sword sleep in my hand Till we have built Jerusalem In England’s green and pleasant land. | Мой дух в борьбе несокрушим, Незримый меч всегда со мной. Мы возведём Ерусалим В зелёной Англии родной.    |

## О музыкальном произведении
Стихотворение, малоизвестное в течение столетия после написания, было включено в патриотическую антологию стихов, изданную в 1916 г. во времена упадка морального состояния общества из-за многочисленных жертв в Первой мировой войне и ощущения, что ей не видно конца. В этих обстоятельствах оно в глазах многих ответило на вопрос, за что сражается Великобритания. Поэтому Хьюберт Пэрри попросили положить его на музыку для собрания движения «Fight for Right» в лондонском Альберт-Холле. Самая известная оркестровка была выполнена Эдвардом Элгаром в 1922 году для фестиваля в Лидсе. После первого прослушивания оркестровой версии король Георг V сказал, что он предпочёл бы, чтобы «Иерусалим» сменил «God Save the King» в качестве государственного гимна.
Сегодня этот гимн считается самой популярной патриотической песней в Англии и часто заменяет государственный гимн. 
С другой стороны, поэма подвергалась критике как дифирамб мифической «английскости». Поэтому некоторые её сочли неподходящей в качестве английского государственного гимна, а упоминание иностранного города — непонятным за пределами страны. Однако вряд ли такое буквальное толкование предполагал сам Блейк, и вряд ли большинство поющих и любящих песню верят в такое буквальное прочтение текста; для многих легенды содержат важные истины.